# Silicon Valley

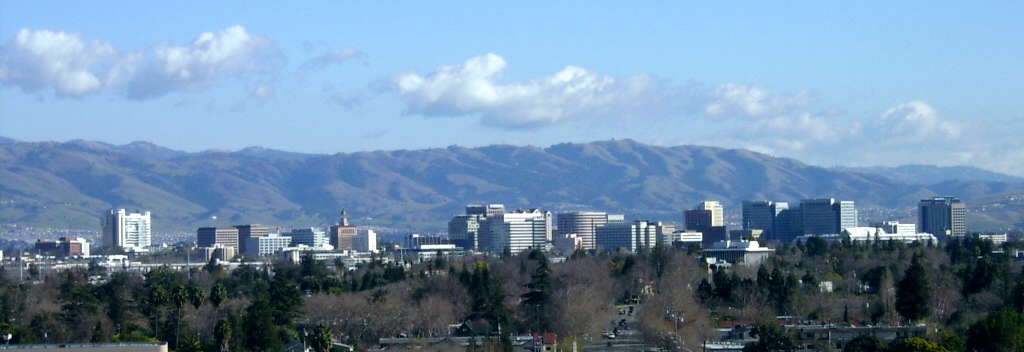
Panoramabild över San Jose.

Silicon Valley är ett område i Kalifornien, USA, söder om San Francisco där en stor andel av invånarna är sysselsatta inom högteknologiföretag. Sedan 1980-talet har Silicon Valley blivit en symbol för "koncentrerad och snabb högtekniskt baserad tillväxt". De viktigaste orterna är Palo Alto, Santa Clara, Sunnyvale, Cupertino och San Jose.
Silicon Valley är mer ett näringslivsrelaterat begrepp än ett geografiskt sådant. Det finns inga officiella gränser som fastslår var Silicon Valley börjar eller slutar. Vanligen anses området innefatta norra delen av dalen Santa Clara Valley (inkluderande bland annat San Jose och Palo Alto) samt delar av förortsområdena söder om San Francisco och områden öster om San Francisco Bay i närheten av San Jose. Området omfattar stora delar av Santa Clara County, San Mateo County och Alameda County.

## Om namnet
Direktöversatt till svenska betyder Silicon Valley "Kiseldalen". Namnet kan härledas till de många företag som bedriver avancerad forskning, utveckling och produktion inom områden som telekommunikation och data,  där produkter med halvledare (vilka baseras på kisel) spelat en central roll. Silicon Valley syftar på Santa Clara Valley.

## Områdets historia
Dalen var ursprungligen befolkad av ursprungsbefolkning tillhörande Ohlone-stammen. På 1700-talet kom spanjorer från Mexiko och 1849 (i och med guldrushen) anlände en mängd européer till dalen. I början av 1950-talet bestod Silicon Valley av stora fruktodlingar. Den stora förändringen kom i och med att transistorn uppfanns 1947. 
Stanforduniversitetet har alltid varit en av de största drivkrafterna i Silicon Valley, universitetet varifrån två unga män, Bill Hewlett och David Packard kom. 1939 grundade de vad som skulle komma att bli det första stora datorföretaget i Silicon Valley: Hewlett-Packard (HP). Xerox Palo Alto Research Center blev också en mycket viktig faktor för Silicon Valleys framtid.
Silicon Valley växte snabbt under efterkrigstiden — bland annat genom militära investeringar — och liksom de tidigare nämnda giganterna var HP en av de första och största krafterna i Silicon Valley. Tillsammans lade företag som dessa grunden för vår tids datorer och dagens informationssamhälle.

## Växtvärk och problematik
Samtidigt som ständig innovation och teknologiska framsteg fortskridit, har den snabba tillväxten lett till stor miljöförstöring och svåra sociala problem. Den stora .com-kraschen i början av 2000-talet har lett till utbredd arbetslöshet, även om många företag senare återhämtat sig och expanderat närmast explosionsartat — ett typexempel är Google (som var ett av få företag i Silicon Valley som fortsatte att växa, och nyanställa, under den så kallade .com-kraschen).

## Dagens Silicon Valley
Silicon Valley är ett av världens största IT-centra idag, med flera tusen dataföretag från San Jose i söder till San Francisco i norr. Stor invandring från Asien - främst från Kina och Indien - har gjort Silicon Valley till en ytterst multinationell plats — där många av världens främsta talanger inom branschen samlats, tillsammans med nya företag, liksom väletablerade IT-jättar och riskkapitalister.